# استخاره
استخاره در لغت به معنای بهترین خواستن و خیر خواستن است و در اصطلاح دینی، واگذاردن انتخاب به خداوند در کاری است که انسان در انجام دادن آن درنگ و تأمل دارد. مردم در مواردی که خیر و صلاح کار خود را ندانند، به استخاره متوسل می‌شوند.

## دیدگاه‌ها دربارهٔ استخاره

### خمینی
- روح‌الله خمینی: پس از آنکه انسان به کلی در امری متحیر و وامانده شد، به‌طوری‌که نه عقل، او را به خوبی و بدی آن راهنمایی کرد و نه عاقل دیگری راه خیر و شر را به او فهماند، و نه خدای جهان دربارهٔ آن کار تکلیفی و فرمانی داشت که راهنمای او باشد، در این صورت که هیچ راهی برای پیدا کردن خوب و بد در کار نیست و دین‌دار و بی‌دین به ناچار یک طرف را اختیار می‌کنند و کورکورانه و متحیرانه و دودل، آن را انجام می‌دهند.

در این حال بی‌چارگی و دودلی و تحیّر -که باید آن را از بدترین حالات بشر شمرد- اگر یکی پیدا شود و انسان را به یک سوی کار دل‌گرم کند و با ارده راسخ و امیدوارانه، به کار وادارد، چه منّت بزرگی به انسان دارد.
این‌جا دین‌داران می‌گویند: خدای عالم که پناه بی‌چارگان و دادرس افتادگان است، در حالت تحیّر و دودلی -که در آن حال، انسان بیش‌تر از همهٔ حالات، محتاج به دستگیری است- خداوند متعال از عالم رأفت و رحمت و مهربانی‌اش، یک راه امیدی بر روی انسان باز کرده و اگر انسان با این حال اضطرار به او پناه ببرد و از او راهنمایی جوید و عرض کند: «بارالها، این وقتی است که عقل ما و دیگران در پیدا کردن راه خوب و بد، وامانده‌است و راه چاره برای ما نیست، تو که چاره‌ساز بی‌چارگان و عالم به اسرار پنهانی، ما را به یک سوی کار راهنمایی کن و ارادهٔ ما را به یک طرف قوی کن، تو به ما دل‌گرمی ده و از ما دست‌گیری کن» در این صورت، خدای جهان-که قادر بر پیدا و نهان است-یا دل او را به یک سو می‌کشاند و راهنمای قلب او می‌شود که او مقلب القلوب است، یا دست او را به یک طرف تسبیح می‌اندازد، یا بوسیله قرآن، دل او را گرم می‌کند.

در قرآن آمده‌است:
... کیست که دعای درمانده را چون بخواندش، اجابت می‌کند، و بلا را می‌گرداند …

### سید محمدحسین طباطبایی
- سید محمدحسین طباطبایی: حقیقت امر این است که انسان وقتی بخواهد به کاری دست بزند ناچار است زیر و روی آن کار را بررسی نموده و تا آن‌جا که می‌تواند فکر خود را که غریزه و موهبتی است خدادادی به کار بیندازد و چنانچه از این راه نتوانست صلاح خود را در آن کار تشخیص دهد، ناگزیر باید از دیگران کمک فکری گرفته و تصمیم خود را با کسانی که صلاحیت مشورت و قوه تشخیص صلاح و فساد را دارند در میان بگذارد تا به کمک فکر آن‌ها خیر خود را در انجام دادن آن کار یا ترک آن کار، تشخیص دهد و اگر از این راه هم چیزی دستگیرش نشد، چاره‌ای جز این‌که متوسل به خدای خود شده و خیر خود را از او مسألت نماید، ندارد و این همان استخاره‌است و نباید این عمل راکه عبارت است از اختیار چیزی که با استخاره تعیین شده، دعوی علم غیب نامید و نیز نباید آن را تعریض به شئون الوهیت پروردگار نام نهاد کما اینکه مشورت را هم نباید به خیال اینکه تشریک غیر خدای تعالی در امور خود است، شرک نامید.[۴]

### جوادی آملی
- جوادی آملی: گاهی بین دو کار مخیر یا مردد می‌شویم و نمی‌دانیم کدام حق و کدام باطل است. باقر گفت شما همه امورتان همانند عقاید، اخلاق، گفتار و اعمالتان را بر قرآن کریم عرضه کنید و اهل تفسیر باشید، نه استخاره. خیلی به ما دستور استخاره ندادند. استخاره کردن دو قسم است. یک دعای مخصوص استخاره است که ابتدا و انتهای آن نور است و در دعای سی‌وسوم صحیفه سجادیه هست. هر کسی تصمیم گرفت کاری را انجام دهد، اگرچه به حسب ظاهر خیر است، اما خیر آن را از خدا بخواهد و همین‌طور وارد کار نشود. این یک دستور اکید اسلامی است و جزء سنن ما می‌باشد و بسیار کار خوبی است. دعای استخاره و 'طَلَب خیر کردن' یعنی خدایا! من درمورد این کار فکر کردم و چون دیدم که به حسب ظاهر مصلحت است، انجام می‌دهم. من که از عواقب آن خبر ندارم و تو خیر مرا در این کار قرار بده. اما آن استخاره که انسان قبل از این که فکر و مشورت کند و قبل از این که آن را مورد ارزیابی قرار دهد، فوراً به قرآن تفأل بزند، این کار را خیلی به ما دستور ندادند. البته در موقع حیرت که انسان واقعاً متحیر شد، آن یک راه دیگری است؛ بنابراین اولا آن دعای استخاره فراموشمان نشود. ثانیاً در هر کاری فکر و تدبّر و مشورت و ارزیابی و تعقّل باشد و ثالثاً اگر واقعاً متحیّر شدیم که کدام کار برای ما صحیح و کدام کار ناروا، آن وقت به قرآن استخاره می‌کنیم. باقر گفت مهم‌تر از استخاره، تفسیر است.

شما تمام کارهایتان را بر قرآن عرضه کنید. چه این آراء و اندیشه‌ها متضارب و متعارض و مختلف باشد و چه یک اندیشه باشد، شما این را بر قرآن عرضه کنید و ببینید آیا مطالب و معارف قرآنی و معانی قرآنی آن را امضاء می‌کند؛ بنابراین برای همه ما - حالا توده مردم که مقدورشان نیست- که در حوزه و دانشگاه هستیم، آشنایی با یک دوره از قرآن کریم لازم می‌شود. حالا یک‌وقت کسی مانند علامه طباطبایی جزء نوادر است ولی این که خطوط کلی قرآن و ترجمه اش را بفهمیم یا از گزیده تفسیر با خبر باشیم، خیلی سخت نیست. وقتی این ترازو را فهمیدیم، آن وقت این عقاید را با این ترازو می‌سنجیم. این که باقر گفت خودتان را با قرآن بسنجید، یعنی آن بحث تنها مخصوص فقیه و اصولی نیست و مخصوص روایات متعارض یا روایت بی معارض نیست، بلکه جمیع عقاید، شئون، اخلاق، اوصاف و افعال را باید بر قرآن عرضه کرد. پس اگر کسی قرآن را نداند، یعنی ترازو ندارد و نمی‌داند چگونه ترازو را به کار ببرد و عقاید و اخلاق را با چه چیزی بسنجد.

### مجید جعفری‌تبار
- مجید جعفری‌تبار:متأسفانه بعضاً افرادی با ذهن‌هایی خرافه گرا، استخاره را که در مقوله تفسیر آیات قرآن و برگرفته از معارف اهل بیت است در ردیف اشیایی موهوم همچون طالع بینی، فال، سحر و جادو، تسخیر جن، سرکتاب و پیشگویی قرار می‌دهند؛ کلا و اجمالاً اینکه توسل و اعتماد به این امور، نه تنها خیری در برندارد، که موجب زوال نعمت‌ها و برکات شده و شرور و نحسیت می‌آورد.

مجید جعفری‌تبار در درس‌ها و سخنرانی‌ها و مکتوبات خود بارها به خطری که این‌گونه طرز فکرها برای رشد و تعالی مادی و معنوی جامعه و افراد دارد تأکید کرده‌است. اما با وجود این، یکی از تصورات بعضی عوام در خصوص استخاره‌های او، توقع یا برداشت پیش‌گویی و غیب گویی است که دربارهٔ این موضوع نوشته:
بسیاری افراد، خیال می‌کنند که من، با گرفتن استخاره هر کس، نیتش را نیز می‌فهمم (یعنی مثلاً می‌دانم برای چه موضوعی استخاره گرفته‌اند) در صورتی که من خودم می‌دانم و چندین بار نیز گفته‌ام و در اینجا هم می‌نویسم که: به هیچ وجه چنین نیست و حتی یک مورد هم نبوده‌است که من بدانم موضوع استخاره چه بوده؟ (به غیر از مواردی که خود فرد، قبل از استخاره یا بعد از آن، موضوع استخاره را به من گفته‌است).

### دعای استخاره امام سجاد
سجاد چهارمین امام اغلب شیعیان، دعایی دربارۀ استخاره دارد.
عربی: 
بِسْمِ اللَّهِ الرَّحْمَنِ الرَّحِيمِ
اَللَّهُمَّ إِنِيِّ أَسْتَخِيرُكَ بِعِلْمِكَ فَصَلِّ عَلَى مُحَمَّدٍ وَ آلِهِ وَ اقْضِ لِي بِالْخِيَرَةِ
وَ أَلْهِمْنَا مَعْرِفَةَ الاِخْتِيَارِ وَ اجْعَلْ ذَلِكَ ذَرِيعَةً إِلَى الرِّضَا بِمَا قَضَيْتَ لَنَا وَ التَّسْلِيمِ لِمَا حَكَمْتَ‏
فَأَزِحْ عَنَّا رَيْبَ الاِرْتِيَابِ وَ أَيِّدْنَا بِيَقِينِ الْمُخْلِصِينَ‏
وَ لاَ تَسُمْنَا عَجْزَ الْمَعْرِفَةِ عَمَّا تَخَيَّرْتَ فَنَغْمِطَ قَدْرَكَ‏
وَ نَكْرَهَ مَوْضِعَ رِضَاكَ وَ نَجْنَحَ إِلَى الَّتِي هِيَ أَبْعَدُ مِنْ حُسْنِ الْعَاقِبَةِ وَ أَقْرَبُ إِلَى ضِدِّ الْعَافِيَةِ
حَبِّبْ إِلَيْنَا مَا نَكْرَهُ مِنْ قَضَائِكَ وَ سَهِّلْ عَلَيْنَا مَا نَسْتَصْعِبُ مِنْ حُكْمِكَ‏
وَ أَلْهِمْنَا الاِنْقِيَادَ لِمَا أَوْرَدْتَ عَلَيْنَا مِنْ مَشِيَّتِكَ حَتَّى لاَ نُحِبَّ تَأْخِيرَ مَا عَجَّلْتَ
وَ لاَ تَعْجِيلَ مَا أَخَّرْتَ وَ لاَ نَكْرَهَ مَا أَحْبَبْتَ وَ لاَ نَتَخَيَّرَ مَا كَرِهْتَ‏
وَ اخْتِمْ لَنَا بِالَّتِي هِيَ أَحْمَدُ عَاقِبَةً وَ أَكْرَمُ مَصِيراً إِنَّكَ تُفِيدُ الْكَرِيمَةَ وَ تُعْطِي الْجَسِيمَةَ وَ تَفْعَلُ مَا تُرِيدُ وَ أَنْتَ عَلَى كُلِّ شَيْ‏ءٍ قَدِيرٌ.
‎
بار خدايا، از تو راه خير را مى‏طلبم، كه تو به آن آگاهى. پس درود بفرست بر محمد و خاندان او و هر چه خير است براى من مقدر فرماى
و به ما الهام كن شناخت راهى را كه بايد اختيار كنيم. و آن را وسيله‏اى ساز كه به آنچه براى ما مقرر كرده ‏اى راضى باشيم و در برابر حكم تو تسليم شويم
پس غبار ترديد از دل ما بزداى و ما را به يقينى چون يقين مخلصان يارى فرماى
بار خدايا، براى ما مخواه كه در شناخت آنچه براى ما گزيده‏ اى عاجز آييم، آنگاه تقدير تو را حقير شماريم‏
و آنچه را خشنودى تو در آن است مكروه داريم و به راهى رويم كه ما را از سرانجام نيك دور دارد و به غير عافيت نزديك گرداند.
خداوندا، ناخشنودى ما را از قضاى خود به خشنودى بدل فرماى و هر حكم تو را كه دشوار مى ‏شماريم بر ما آسان گردان.
در دل ما انداز كه مطيع اراده و منقاد مشيت تو باشيم، تا در گزاردن هر كار كه فرمان داده ‏اى در آن شتاب ورزيم درنگ نكنيم
و در هر كار كه خواسته ‏اى درنگ كنيم شتاب نورزيم و آنچه را كه تو دوست مى‏ دارى ناخوش نينگاريم و آنچه را تو ناخوش مى ‏دارى اختيار نكنيم
بار خدايا، كار ما به راهى انداز كه فرجامش پسنديده ‏تر بود و سرانجامش بهتر، كه هر فايدت كه از تو رسد گرانبهاست و هر بخشش كه كنى عظيم است و هر چه خواهى كنى، و أنت على كل شي‏ء قدير.https://golzarenoor.ir

### احمد کسروی
احمد کسروی، در پی خرده‌گیری به تشیع، به استخاره گرفتن نیز خرده می‌گیرد و می‌گوید که در قرآن و سنت نیامده و با خرد نیز سازگار نیست و ملایان آن را برای سود خود ساخته‌اند. باور دارد که آدمیان باید خرد خود را داور بگیرند و در کارها بسنجند و نیک و بد را با استخاره نباید سنجید، زیرا در تصمیم‌گیری‌های مهم می‌تواند بسیار زیانمند باشد. همچنین می‌گوید استخاره کردن، استفاده نادرست از قرآن است.
استخاره هم مثل همینست. آن را هم ملاها برای استفاده خود درست کرده‌اند.
در بعضی از شهرها کسانی هستند که شغلشان استخاره کردنست. شهرتی داده‌اند که هر کسی هر مطلبی دارد اگر آن را بروی کاغذی بنویسد و در یک پاکت سربسته‌ای بگذارد فلان آقا بدون اینکه سر پاکت را باز کند استخارهٔ قرآن می‌کند و آی‌های که مطابق آن موضوع است می‌آید و روی پاکت می‌نویسد و بهر استخاره فلان مقدار پول می‌گیرد.
آیا پیغمبر اسلام در کارهای خود استخاره می‌کرد ؟.. شما هیچ شنیده‌اید که پیغمبر استخاره کرده باشد؟!.. ممکنست بگویید او پیغمبر بود و همه چیز را می‌دانست و احتیاج باستخاره نداشت. منهم او را می‌گزارم بکنار. آیا پس از مرگ پیغمبر، اصحابش در کارهای خود استخاره می‌کردند، یا می‌نشستند و عقلها و فهمهای خود را بکار می‌انداختند و با هم شور می‌کردند؟ !.. آیا کدام یکی از اینهاست؟!
اگر بنا بود مردم کارهای خود را با استخاره راه اندازند و نیک و بد و سود و زیان را با استخاره تشخیص دهند چرا خدا بایشان عقل می‌داد؟.. عقل برای همینست که مردم نیک و بد و سود و زیان خود را با آن تشخیص دهند.
... تو گویی قرآن کتاب فالست که پیاپی باز کنند و ببینند فلان کار خوب خواهد درآمد یا بد؟ !.. به جای آنکه به احکام قرآن عمل کنند آن را کتاب فال گردانیده‌اند …

تنها خدا می‌داند که این استخاره چه صدمه‌هایی بمردم زده. هزارها دختر که خواستگار خوب داشته پدر احمقش چون پابند استخاره بوده و استخاره خوب نیامده دختر بدبخت گردیده. هزارها مرد که در کارهای خود به جای آنکه عقل و فهم را بکار اندازد و سود و زیان آن‌ها را درک ه …

## انواع استخاره در اسلام
1. استخاره مطلق: در علوم اسلامی این استخاره، در واقع نوعی طلب خیر کردن است و دیگر فقط مربوط به مواقع شک و دودلی و تردید نیست.[۷]
2. استخاره مشورتی: در علوم اسلامی این استخاره، بدین معناست که انسان با مؤمنان به اسلام مشورت کند تا به وسیله این مشورت، خدا خیر انسان را به زبان یکی از طرف‌های مشورت جاری نماید.[۸]
3. استخاره قلبی: در علوم اسلامی این استخاره، بدین معناست که شخص از خدا طلب خیر کند و سپس به آنچه به دل و قلبش افتاد عمل کند.[۹]
4. استخاره با قرآن: در علوم اسلامی این استخاره، بدین صورت است که شخص بعد از طلب خیر از خدا، قرآن را بگشاید و آیه اول صفحه دست راست را ملاحظه نماید، اگر آیه رحمتی یا امر به خیری باشد خوب است و اگر آیه غضب یا نهی از شرّی یا امر به شرّی یا عقوبتی باشد بد است و اگر دو پهلو باشد میانه‌است.[۱۰]
5. استخاره با تسبیح: در علوم اسلامی این استخاره، بدین صورت است که شخص میانه تسبیح را بگیرد و دوتا دوتا رد کند، اگر آخری جفت آمد، بد است و اگر طاق آمد خوب است.[۱۱]
6. استخاره با کاغذ (ذات الرقاع): در علوم اسلامی این استخاره، بدین صورت است که شخص در سه عدد کاغذ بنویسد «بکن» و در سه عدد کاغذ دیگر بنویسد «نکن» سپس از خدا طلب خیر و عافیت کند، آنگاه آن‌ها را مخلوط کند و سه عدد از آن‌ها را بردارد، اگر در هر سه نوشته بود «بکن» یا «نکن» به آن عمل کند و در غیر این صورت، برداشتن کاغذ را ادامه دهد تا تعداد یکی از گزینه‌ها به عدد سه برسد و آنگاه بدان عمل کند.[۱۲]